# Apogon fraenatus
Apogon fraenatus är en fiskart som beskrevs av Achille Valenciennes 1832. Apogon fraenatus ingår i släktet Apogon och familjen Apogonidae. Inga underarter finns listade i Catalogue of Life.